# Whitespace

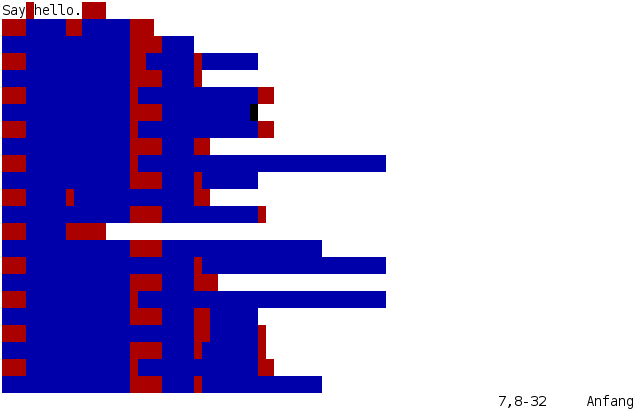
带语法高亮的一段Whitespace程序

Whitespace是一種深奥的编程语言。它由Edwin Brady和Chris Morris開發，於2003年4月1日發佈。大部分的現代程式設計語言都不將空白字元視為語法的一部分。但Whitespace卻只視空格（space）、制表符（tab）和換行（line feed）為語法元素，它的直譯器會忽略其他所有字元。在沒有特殊標記下，一段沒有注釋的Whitespace程式碼應該是完全不可見的。
Whitespace是種基於堆疊的指令式程式語言。運行其程式的虛擬機器具有一個堆疊（stack）和堆積（heap）作為資料結構。使用者可自由將整數推進堆疊中（Whitespace目前並不支援浮點數或其他型別），亦可將堆積作為變數的暫存區。
这种语言有和Brainfuck一样的优点，能方便地撰寫程序注释，写的注释只要不包含三種語法字元，直譯器就會直接跳过。还有，借助这种语言，可以在满篇空白的代码中插入一篇文章，从而在看起来完全无关的文章中隐藏一段代码。对于一些需要保证安全性的工作来说，这种语言帮助很大，因为它可以防止别人把代码打印出来拿走。

## 語法
撰寫Whitespace程式時，使用者透過三種語法字元的排列去表達指令，進而操作虛擬機器中的堆疊與堆積。這些指令皆分為三個部分：IMP、指令和參數。IMP決定接下來要使用的指令是哪一種類型，指令決定執行的具體工作，而部分指令需要額外的參數。

### IMP
IMP（Instruction Modification Parameter）是Whitespace語法中的一種特色，在每個指令前要先指定IMP，接著再選擇IMP中的個別指令。
| IMP          | 意義     |
| ------------ | -------- |
| [Space]      | 堆疊操作 |
| [Tab][Space] | 數學運算 |
| [Tab][Tab]   | 堆積存取 |
| [LF]         | 流程控制 |
| [Tab][LF]    | I/O      |

### 數字
在Whitespace中，許多指令都需要在最後加上一個整數作為參數。整數由一串不限長度的字元表示，格式為：
- 第一個字元表示數字的正負，空白為「正」而製表符為「負」。
- 之後的字元以二進位表示數字，空白代表數位上的「0」，製表符則代表「1」。
- 數字結束時，須以換行標示。

### 堆疊操作
堆疊操作指令的IMP是[Space]，因為是一種常用的指令，所以有最簡短的IMP。
這裡有四種操作方式。
| 指令         | 參數 | 意義                            |
| ------------ | ---- | ------------------------------- |
| [Space]      | 數字 | 將某個數字放入堆疊              |
| [Tab][Space] | 數字 | 將堆疊裡的第n個元素複製到堆疊頂 |
| [Tab][LF]    | 數字 | 將堆疊裡的第n個元素從堆疊裡移除 |
| [LF][Space]  | -    | 複製堆疊最上方的元素            |
| [LF][Tab]    | -    | 交換兩個堆疊最上層的元素        |
| [LF][LF]     | -    | 屏棄堆疊最上層的元素            |

### 算術
算術指令的IMP是[Tab][Space]，會取堆疊最上方的兩個元素做運算，並以運算結果取代原本的元素。
先進入堆疊的元素將被視為運算子左方的運算元。
| 指令           | 參數 | 意義             |
| -------------- | ---- | ---------------- |
| [Space][Space] | -    | 加               |
| [Space][Tab]   | -    | 減               |
| [Space][LF]    | -    | 乘               |
| [Tab][Space]   | -    | 整數除法         |
| [Tab][Tab]     | -    | 模運算（取餘數） |

### 堆積操作
堆積操作指令的IMP是[Tab][Tab]，可以將物件存入堆疊中的特定地址，也可以取得堆疊中的特定地址的物件。
要儲存一個物件至堆積裡，先將位址放入堆疊，而後放入物件的值再執行儲存指令。 
要取出堆積裡的一個物件，將位址放入堆疊而後執行取回指令，取回的值會被存放在堆疊的最上方。
| 指令    | 參數 | 意義 |
| ------- | ---- | ---- |
| [Space] | -    | 儲存 |
| [Tab]   | -    | 取回 |

### 控制流程
控制流程指令的IMP是[LF]。子程序可以用標籤（label）作標記，進行有條件或無條件的跳轉，可用於實作條件判斷或迴圈等複雜構造。標籤是一個整數，由指令的參數欄輸入，所有標籤必須是獨一無二的，不能重複。
這一類指令也包含了「結束」。所有程式都必須藉由[LF][LF][LF]這條指令才能讓直譯器正確地結束程式。
| 指令           | 參數 | 意義                           |
| -------------- | ---- | ------------------------------ |
| [Space][Space] | 標籤 | 標記程式中某一個流程           |
| [Space][Tab]   | 標籤 | 標籤呼叫子程序                 |
| [Space][LF]    | 標籤 | 從某標籤無條件跳躍至另一標籤   |
| [Tab][Space]   | 標籤 | 如果堆疊頂為0則跳躍至某標籤    |
| [Tab][Tab]     | 標籤 | 如果堆疊頂為負數則跳躍至某標籤 |
| [Tab][LF]      | -    | 結束目前子程序並跳躍回呼叫者   |
| [LF][LF]       | -    | 結束程式                       |

### 輸入與輸出
輸入與輸出指令的IMP是[Tab][LF]，可以進行資料流的輸入輸出。
輸入指令會取用堆疊最上方的數字作為地址，將輸入的物件存入堆積。輸出指令可輸出堆疊最上端的數字，或輸出堆疊最上端的數字所對應的ASCII字元
| 指令           | 參數 | 意義                           |
| -------------- | ---- | ------------------------------ |
| [Space][Space] | -    | 輸出堆疊最上方的字元           |
| [Space][Tab]   | -    | 輸出堆疊最上方的數字           |
| [Tab][Space]   | -    | 讀入一字元並寫入堆疊頂的位址裡 |
| [Tab][Tab]     | -    | 讀入一數字並寫入堆疊頂的位址裡 |

## 範例
這是一個能輸出「Hello, world!」的簡單範例程式，每個空白、製表符和換行字元被分別以「S」、「T」和「L」表示：   
```
S
 
S
 
S
 
T
	
S
 
S
 
T
	
S
 
S
 
S
 
L

T
	
L

S
 
S
 
S
 
S
 
S
 
T
	
T
	
S
 
S
 
T
	
S
 
T
	
L

T
	
L

S
 
S
 
S
 
S
 
S
 
T
	
T
	
S
 
T
	
T
	
S
 
S
 
L

T
	
L

S
 
S
 
S
 
S
 
S
 
T
	
T
	
S
 
T
	
T
	
S
 
S
 
L

T
	
L

S
 
S
 
S
 
S
 
S
 
T
	
T
	
S
 
T
	
T
	
T
	
T
	
L

T
	
L

S
 
S
 
S
 
S
 
S
 
T
	
S
 
T
	
T
	
S
 
S
 
L

T
	
L

S
 
S
 
S
 
S
 
S
 
T
	
S
 
S
 
S
 
S
 
S
 
L

T
	
L

S
 
S
 
S
 
S
 
S
 
T
	
T
	
T
	
S
 
T
	
T
	
T
	
L

T
	
L

S
 
S
 
S
 
S
 
S
 
T
	
T
	
S
 
T
	
T
	
T
	
T
	
L

T
	
L

S
 
S
 
S
 
S
 
S
 
T
	
T
	
T
	
S
 
S
 
T
	
S
 
L

T
	
L

S
 
S
 
S
 
S
 
S
 
T
	
T
	
S
 
T
	
T
	
S
 
S
 
L

T
	
L

S
 
S
 
S
 
S
 
S
 
T
	
T
	
S
 
S
 
T
	
S
 
S
 
L

T
	
L

S
 
S
 
S
 
S
 
S
 
T
	
S
 
S
 
S
 
S
 
T
	
L

T
	
L

S
 
S
 
L

L

L

```

## 外部連結
- Whitespace官方網站
- 在Slashdot上的發佈聲明 （页面存档备份，存于）
- Matrix67上的介绍 （页面存档备份，存于）
- Wandsea'Blog上的介绍
- Adreaman'Blog上的介绍